# Yakgwa
Yakgwa (hangul: 약과; hanja: 藥菓), também chamado de gwajul (hangul: 과줄), é um prato tradicional coreano. Ele foi originalmente considerado como uma sobremesa e, mais recentemente, como produto de confeitaria (hangwa), devido ao seu sabor doce. Yakgwa é feito principalmente de mel, óleo de gergelim, e farinha de trigo.

## Etimologia
Yakgwa (약과; 藥菓), composta pelas sílabas yak (약; 藥; "remédio") e gwa (과; 菓; "confeitaria"), significa  "confeitaria medicinal". Este nome vem da grande quantidade de mel que é usado para prepará-lo, já que os antigos coreanos consideravam o mel como medicinal e assim chamavam muitos alimentos à base de mel de yak ("remédio").

## História
O yakgwa é um alimento com uma longa história. Foi criado no intuito de acompanhar ritos budistas durante a Silla Unificada (668–935). Foi popular durante a Dinastia Goryeo e apreciado por famílias reais, aristocratas, templos e casas de nobres. Durante a era Goryeo (918–1392), o yakgwa foi usado para o pyebaek (um encontro formal entre os noivos) nas cerimônias de casamento entre os reis Goryeo e princesas Yuan.[carece de fontes?]
O Yakgwa era originalmente feito no formato de pássaros e animais, mas tornou-se mais plano para facilitar o empilhamento durante a era Joseon (1392–1897). Cada padrão significava um desejo; as borboletas representavam um casamento feliz, os morcegos traziam fortuna e os pinheiros simbolizavam o início de um novo ano. Desenhava-se um lótus para a harmonia e uma romã para a fertilidade. Já, no Reino Joseon, foi simplificado para um biscoito em formato de esfera. No entanto, elas não eram adequadas para serem apresentadas à mesa em ritos ancestrais e, nisso, foram modificadas em cubos. Eventualmente, o yakgwa seria reformulado para assumir sua forma atual: redondo com bordas onduladas.
Na Coreia pré-moderna, o yakgwa era mais apreciado pelas classes abastadas, já que o trigo era um ingrediente raro e cobiçado, e o mel era uma iguaria de luxo. Hoje, é comum servir yakgwa com chá, mas também pode ser um presente em ocasiões especiais.

## Ingredientes
Yakgwa é tradicionalmente feito de mel, óleo de gergelim, e farinha de trigo.

## Formação
O formato do yakgwa é obtido ao ser pressionado em moldes de madeira ou achatada em forminhas decorativos. Tanto a pistola quanto os moldes devem ser untados ao óleo de gergelim.